# Resolución 1977 del Consejo de Seguridad de las Naciones Unidas
La resolución 1977 del Consejo de Seguridad de las Naciones Unidas, aprobada por unanimidad el 20 de abril de 2011, reafirmándose en la 1540 (2004) sobre la no proliferación de armas de destrucción en masa, acordó prorrogar el mandato del Comité 1540 por un periodo de 10 años, hasta 2021. El Comité 1540 de las Naciones Unidas (conocido así por la resolución 1540 aprobada en 2004 que lo concibió) está encargado de coordinar esfuerzos para la no proliferación de armas de destrucción masiva y evitar que estas puedan caer en manos terroristas y en otros actores que no sean Estados soberanos.

## Resolución

### Preámbulo
El Consejo de Seguridad se reafirmó en sus resoluciones anteriores número 1540 (2004), 1673 (2006) y 1810 (2008) relativas a la proliferación de las armas nucleares, químicas y biológicas; estimando que su posible proliferación supone una amenaza a la paz y la
seguridad internacionales y preocupado por la amenaza añadida que supone el terrorismo. En ese sentido, el Consejo solicitó a todos los Estados miembros su plena cooperación en la materia, cumpliendo con sus obligaciones derivadas de las anteriores resoluciones y respetando los compromisos referentes al control de armamentos, tráfico internacional de armas, desarme y no proliferación. El Consejo valoró positivamente la actividad realizada por el Comité 1540 en su labor de diálogo con todos los Estados miembros y control en la aplicación de la resolución 1540.

### Acciones
El Consejo de Seguridad, actuando en virtud del Capítulo VII de la Carta de las Naciones Unidas:
- Se reiteró en las decisiones adoptadas y las exigencias enunciadas en la resolución 1540 (2004), subrayando la importancia de que los Estados miembros cumplieran con las obligaciones derivadas.

- Acordó prorrogar el mandato del Comité 1540 diez años más, hasta el 25 de abril de 2021.

- Decidió que el Comité 1540 realizara "exámenes exhaustivos" con sus correspondientes informes elevados al Consejo de Seguridad sobre la aplicación de la resolución 1540, contemplando la posibilidad de indicar recomendaciones. El primero de los informes debería ser realizado antes de diciembre e de 2016.

- Requirió a los Estados la plena aplicación de la resolución 1540, incluyendo la necesidad de presentar un informe preliminar que a fecha 20 de abril de 2011 no todos los Estados no habían presentado.

- Instó al Comité 1540 a prestar la asistencia necesaria a todos los países que necesitaran ayuda para la aplicación de la resolución 1540.

- Exhortó a las organizaciones internacionales, regionales y subregionales a cooperar también con el Comité 1540.

- Solicitó al Comité 1540 transparencia en su funcionamiento incluyendo el uso de herramientas de difusión pública como su página web oficial.

- Consideró que el Comité 1540, dados sus objetivos a largo plazo, requeriría de un apoyo sostenido de recursos económicos.